# Rhinotia hemistictus
Rhinotia hemistictus es una especie de escarabajo del género Rhinotia de la familia Belidae, comúnmente conocido como gorgojo de nariz larga. Mide alrededor de 2,5 cm de largo. Se encuentra en Australia, en tierras boscosas.[cita requerida]

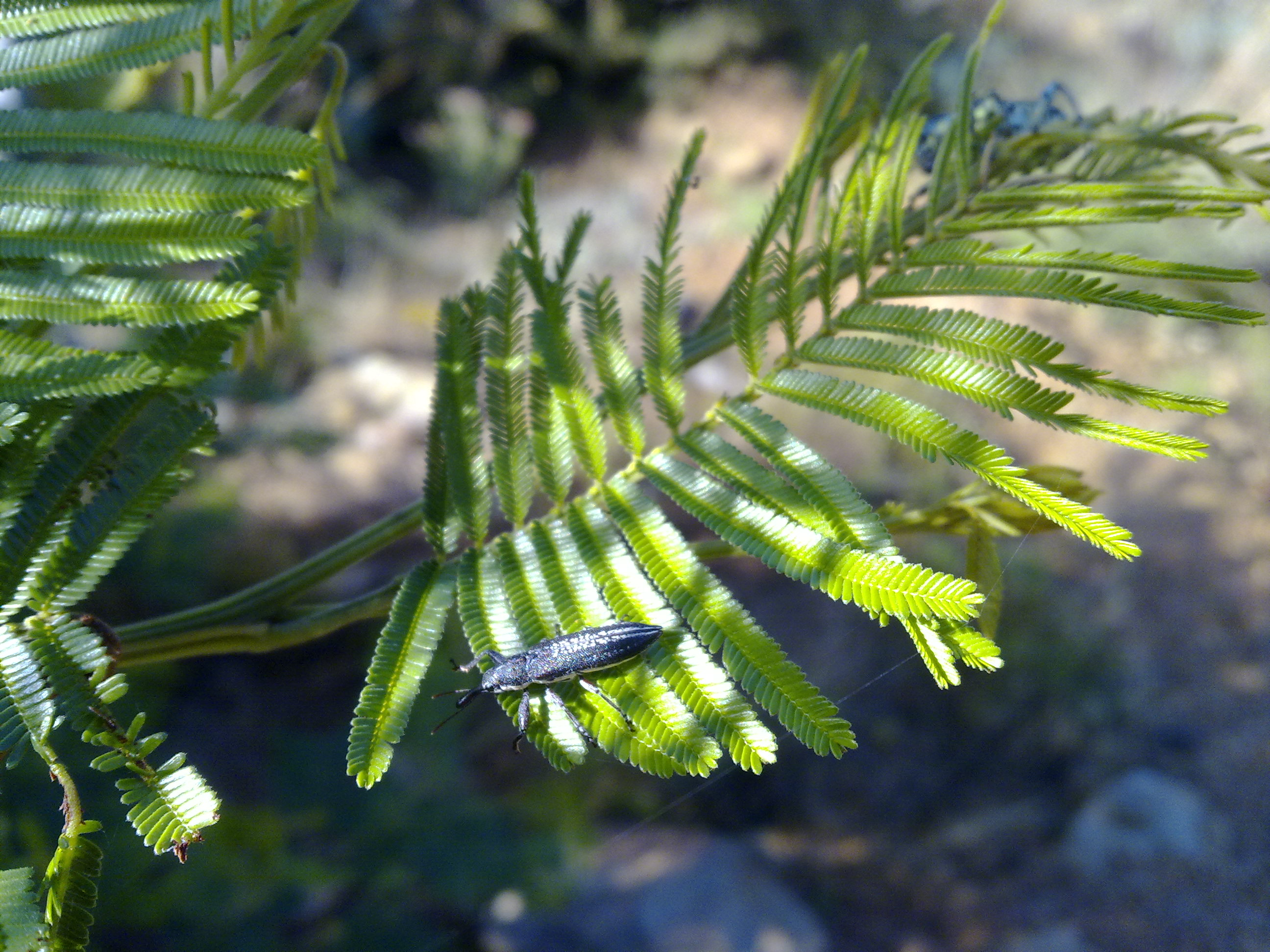
Rhinotia hemistictus comiendo hojas de acacia en el sureste de Nueva Gales del Sur
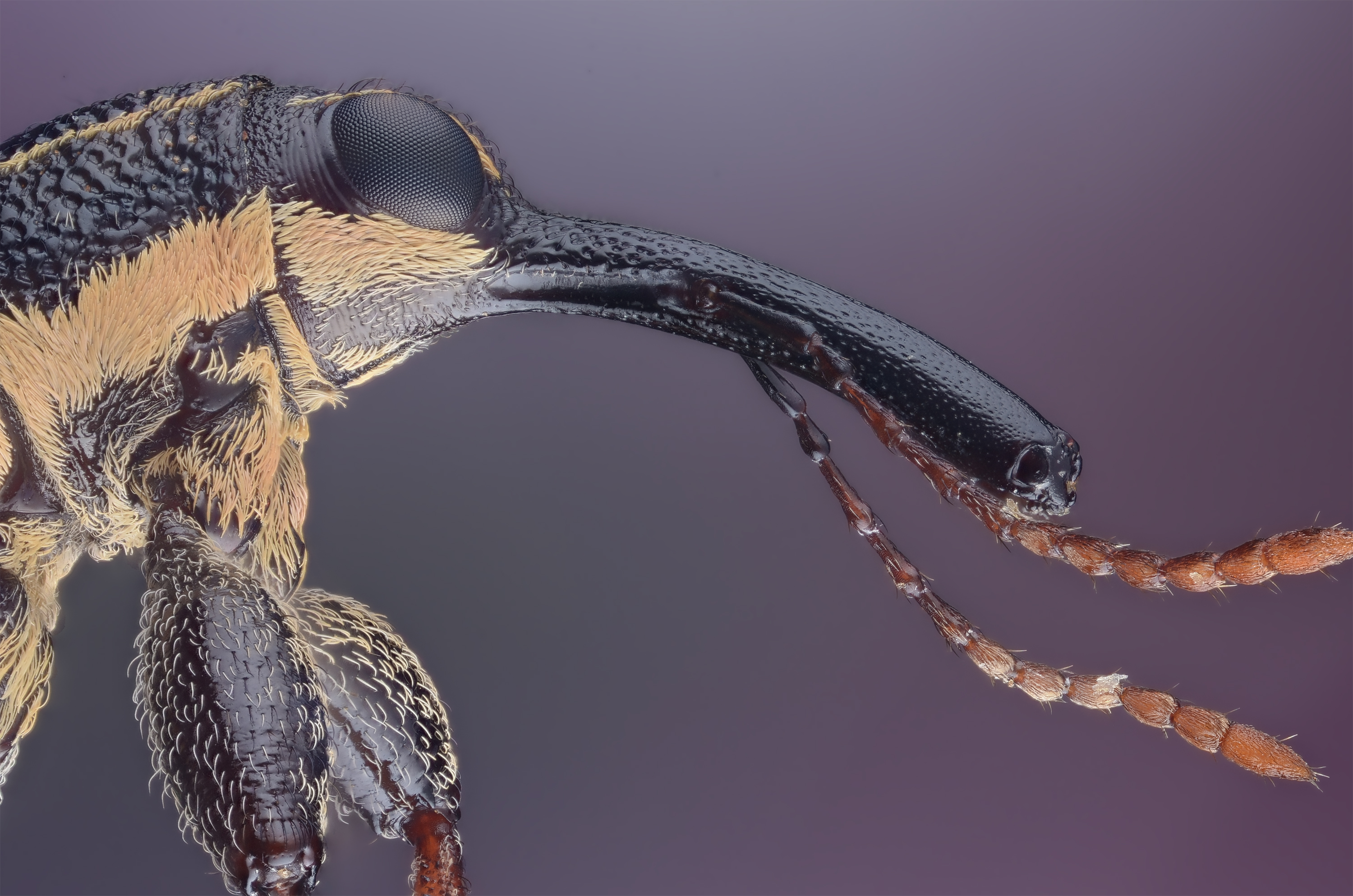
Una imagen amplificada de Rhinotia hemistictus que muestra el detalle de la cabeza
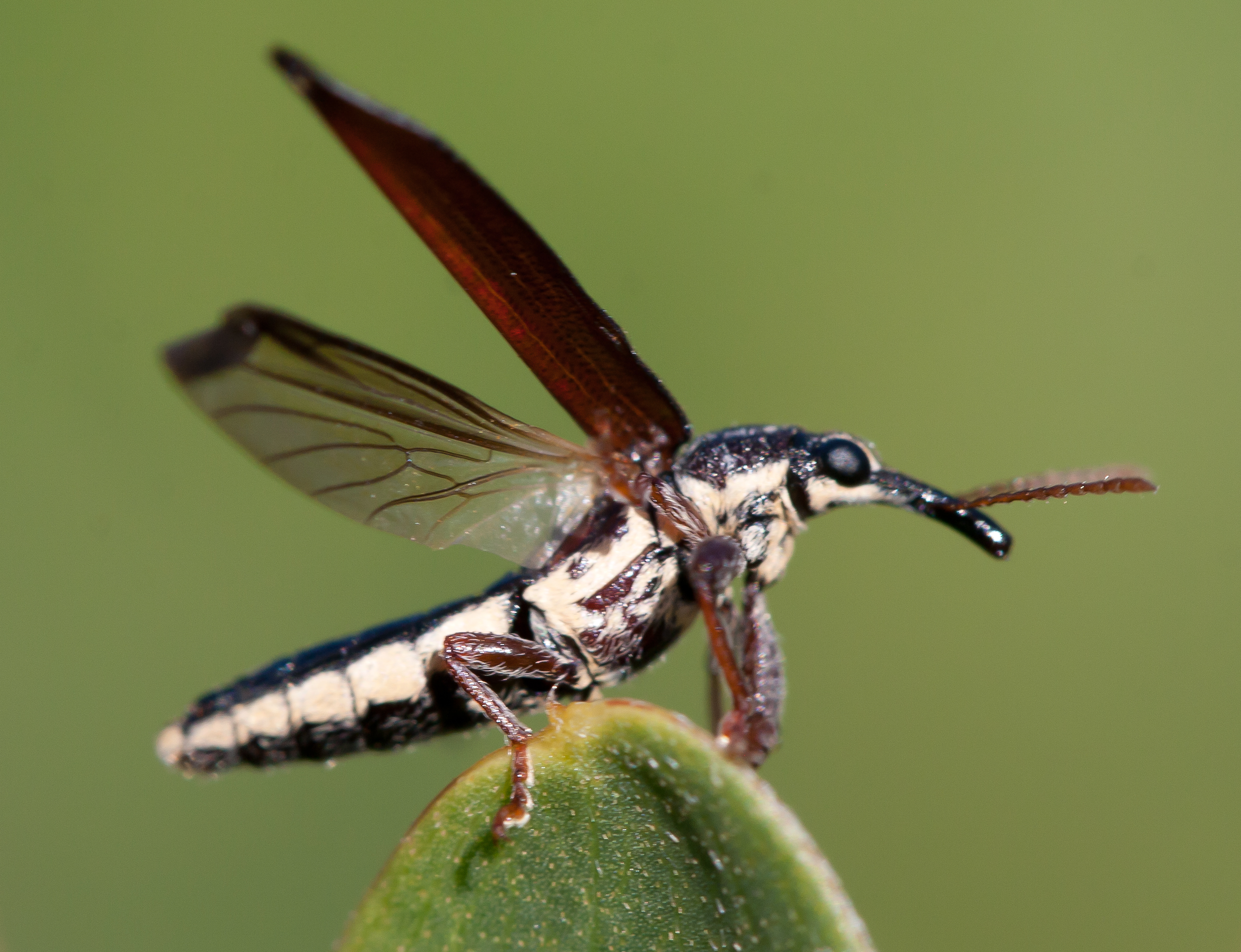
Rhinotia hemistictus momentos previos a volar